# 24K
24K was een Nederlandse rapgroep. De groep was actief van 1989 tot 1992.

## Biografie
In 1989 werd 24K in Eindhoven opgericht door rappers ENB en dj's Zar One en DJ Wan-2 en Arc-S. Aanvankelijk wilde geen enkele platenmaatschappij de groep tekenen, maar het net opgerichte label Djax Records bood ze een contract aan. In 1990 kwam het eerste album No Enemies uit. Het album verkocht goed en de groep werd door een serie optredens snel bekend.
In 1991 verlieten Arc-S en Zar One de groep en werd rapper CMC bij de groep gehaald. Het in 1992 uitgebrachte album Words... Yet Unspoken was echter een stuk minder succesvol en de groep werd later dat jaar weer ontbonden.

## Discografie
- 1990: No Enemies, lp
- 1990: Twenty Four Ways / Distribution of Drugs, ep
- 1992: Words... Yet Unspoken, cd
- 1999: No Enemies, cd-heruitgave inclusief Twenty four ways / Distribution of drugs